# Anatahan (film)
Anatahan (Japans: アナタハン) is een Japanse dramafilm uit 1953 onder regie van Josef von Sternberg.

## Verhaal
In de film stranden in 1944 twaalf Japanse zeelieden op het afgelegen eiland Anatahan. Het eiland wordt slechts bewoond door een oude opzichter en een mooie vrouw. Als de schipbreukelingen na enkele maanden beseffen dat ze niet meer zullen worden gevonden, ontstaat er een bloedige machtsstrijd.

## Rolverdeling
| Acteur            | Personage      |
| ----------------- | -------------- |
| Akemi Negishi     | Keiko Kusakabe |
| Tadashi Suganuma  | Kusakabe       |
| Kisaburo Sawamura | Kuroda         |
| Shoji Nakayama    | Nishio         |
| Jun Fujikawa      | Yoshisato      |
| Hiroshi Kondo     | Yanaginuma     |
| Shozo Miyashita   | Sennami        |
| Tsuruemon Bando   | Doi            |
| Kikuji Onoe       | Kaneda         |
| Rokuriro Kineya   | Marui          |
| Daijiro Tamura    | Kanzaki        |
| Chizuru Kitagawa  |                |
| Takeshi Suzuki    | Takahashi      |
| Shiro Amikura     | Amanuma        |